# Kapsáli
Kapsáli (en grec moderne : Καψάλι Κυθήρων) est un petit port situé au sud de l'île grecque de Cythère, en contrebas de la capitale de l'île (Chora).